# Belo Oriente
Belo Oriente là một đô thị thuộc bang Minas Gerais, Brasil. Đô thị này có diện tích 336,012 km², dân số năm 2007 là 21369 người, mật độ 64,2 người/km².